# Дураццо, Марчелло (дож)
Марчелло Дураццо (итал. Marcello Durazzo; Генуя, 1710 — Генуя, 1791) — дож Генуэзской республики.

## Биография
Сын Джованни Луки Дураццо и Паолы Францони ди Джакомо, родился в Генуе в 1710 году. Был крещен в церкви Сан-Систо 13 ноября того же года. После получения образования за пределами города вернулся в Геную и 15 декабря 1732 года был включен в Золотую книгу дворянства. Позже он начал карьеру в армии Республики, став в 1740 году комиссаром полка «Ристори» из 519 солдат. Кроме того, он стал членом магистрата укреплений и инспектировал порядок защиты от набегов берберских корсаров.
25 февраля 1734 года он женился на своей кузине Марии Магдалене Дураццо и получил приданое в 705.000 лир., 6 сентября 1746 года Марчелло Дураццо и Аугусто Ломеллини потребовали от Сената капитуляции перед войсками английского генерала Брауна. После того, как вспыхнуло народное восстание Балиллы против австрийского господства, а следом был заключен мир, Дураццо был выбран в качестве посланника к королю Франции, чтобы просить у короля помощи против австрийцев. В 1749 году он нанес визит уважения инфанту Испании Фелипе де Бурбону, ставшему герцогом Пармы. Затем он стал деканом секретных архивов и государственным инквизитором, а также входил в состав комиссии, отправленной на Корсику с задачей умиротворения острова.
Семилетняя война и попытка подавления восстания Паоли убедили Дураццо в невозможности удержания контроля над островом. Амброджо Дориа и Доменико Инвреа предлагали удержать Корсику с изменением порядка ее отношений с Генуей, в то время как Дураццо предложил передать остров Франции в счет уплаты долгов. На заседании Малой Совета 10 марта 1766 года было принято официальное решение предложить Франции приобрести Корсику.

### Правление и последние годы
3 февраля 1767 года, 249 голосами из 362 членов Большого Совета, Дураццо был избран новым дожем, 169-м в истории Генуи.
К началу 1768 года казалось, что продажа Корсики Франции уже не является жизнеспособной инициативой, но 15 мая 1768 года был подписан Версальский договор.
По истечении срока мандата 3 февраля 1769 года Дураццо продолжал служить на различных должностях: декана магистрата войны, государственного инквизитора, затем он стал членом комиссии по обустройству порта Савоны и построил по собственным чертежам форт, который позже был назван в его честь Форт Марчелло. До 1791 года он также занимал посты защитника еврейского народа, члена магистрата религии и защитника инквизиции.
Умер в Генуе в декабре 1791 года.

### Личная жизнь
От брака с Марией Магдалиной Дураццо имел четырех детей: Джан Луку (1736—1743), Джироламо (1739—1809, единственный дож Лигурийской Республики, сенатор Французской империи и кавалер Ордена Почётного легиона, Паолу (1746—1773), жену Кристофоро Спинолы, и Марию Франческу (1752-?).